# Yeniakçaalan, Kumru
Yeniakçaalan là một xã thuộc huyện Kumru, tỉnh Ordu, Thổ Nhĩ Kỳ. Dân số thời điểm năm 2010 là 525 người.